# Liste von Persönlichkeiten aus Cevio
Diese Liste enthält in Cevio geborene Persönlichkeiten und solche, die in Cevio ihren Wirkungskreis hatten, ohne dort geboren zu sein. Die Liste erhebt keinen Anspruch auf Vollständigkeit.

## Persönlichkeiten
(Sortierung nach Geburtsjahr)
- Familie Franzoni[1][2]
  - Lamberto Franzoni (* um 1370 in Cevio; † nach 1413 ebenda), Dorfvorsteher von Cevio[3]
  - Filippo Bernardo Franzoni (* um 1475 in Cevio; † nach 1514 ebenda), Notar, 1514 Mitglied einer Kommission, die die Satzungen des Tals ausarbeitete[1][4]
  - Giovanni Antonio Franzoni (* um 1500 in Cevio; † gegen 1568 in Locarno), Grundbesitzer, Statthalter des Valle Maggias, seit 1558 Bürger von Locarno[1][5]
  - Giovanni Franzoni (* um 1500 in Cevio; † gegen 1572 ebenda), Kanzler der Landvogtei des Maggiatals[1]
  - Bernardo Franzoni (um 1510–um 1571/72), Dolmetscher und Statthalter der Landvogtei
  - Galeazzo Franzoni (um 1525–vor 1598), Statthalter der Landvogtei Valle Maggia, er wurde 1581 an den Herzog von Savoyen abgeordnet, um mit dem Piemont für die tessinischen Vogteien gewisse, den Zoll (Abgabe) und die Getreideausfuhr betreffende Fragen zu schlichten
  - Filippo Franzoni (* um 1530 in Cevio; † um 1604 ebenda), Hauptmann in Frankreich 1556, er widmete sich der Astronomie[1]
  - Sacripante Franzoni genannt Bronzo (* um 1555 in Cevio; † nach 1596 ebenda), Sohn des Filippo, er widmete sich der Astronomie und veröffentlichte mehrere Jahre lang die Saggi della certa cognizione dei „Celesti vaticinii.“[1]
  - Giovanni Angelo Franzoni (um 1555–1640), Notar, Gemeindevorsteher, er wurde 1585 von den XII Orten zum Generalhauptmann des Maggiatals ernannt; Kanzler der Vogtei von 1589 bis 1613
  - Giovanni Antonio Franzoni (* um 1580 in Cevio; † nach 1613 ebenda), Sohn des Giovanni Angelo, Kanzler des Maggiatals; am 19. April 1613 erhob ihn Papst Paul V. zum Pfalzgrafen und Ritter vom güldenen Sporns[1]
  - Baldassarre Franzoni (um 1580–vor 1642), Dolmetscher der Landvogtei Valle Maggia, Gesandter zu den eidgenössischen XII Orten, er wurde 1605 mit der Schlichtung eines Zwists mit Vira (Gambarogno) betraut
  - Giovanni Franzoni genannt Zane (1605–1689), Gemeindevorsteher von Cevio und Landeshauptmann des Maggiatals; er nahm 1647 mit den Schweizerischen Delegierten an den Verhandlungen über die Alpe Cravairola teil; 1655 vertrat er das Maggiatal an der Konferenz von Bironico, wo über die Haltung der Vogteien der XII Kantone im ersten Villmergerkrieg verhandelt wurde
  - Domenico Baldassarre Franzoni (* um 1615 in Cevio; † nach 1653 ebenda), er vertrat 1653 das Maggiatal auf der Konferenz von Bironico, auf welcher über die Beteiligung der tessinischen Vogteien am Bauernkrieg verhandelt wurde[1]
  - Carlo Franzoni (1616–1670), Kanzler des Maggiatals und Feind des Landvogts Jost Niklaus von Montenach
  - Ercole Antonio Franzoni (* um 1640 in Cevio; † 22. Februar 1703 in Locarno), Priester, Dekan und Erzpriester von Locarno seit 1687, apostolischer Protonotar[1]
  - Carlo Francesco Franzoni (* um 1660 in Cevio; † 1720 in Mailand), Priester, Pfarrer von Cevio, dann Propst der Kirche San Benedetto in Como und Generalvikar des Bistums Como[1]
  - Simone Maria Franzoni (1689–1770), Anwalt und Notar, Gemeindevorsteher von Cevio und Kanzler der Landvogtei Maggiatal
  - Gian Giacomo Franzoni (* um 1695 in Cevio; † nach 1733 ebenda), Fähnrich 1733, dann Oberst in genuesischen Diensten; die Republik Genua schenkte ihm einen Ehrendegen[1]
  - Giuseppe Giovanni Battista Franzoni (1758–1817), Statthalter der Landvogtei Maggiatal, Politiker und Präsident des Tessiner Appellationsgerichts

- Jakob Feer (1472–1541), Landvogt zu Valle Maggia von 151 bis 1515
- Ulrich Dulliker (* 1536 in Luzern; † 2. Juli 1596 ebenda), Landvogt zu Maggiatal[6]
- Franz Florian Schmid (* 19. April 1657 in Bellikon; † nach 1716 ebenda), Mitglied des Rats, Hauptmann im Regiment Bessler, in Lottigna Landvogt von Blenio 1710, nach dem er 1706 bereits die Amtsdauer des Martin Anton Schmid von Bellikon beendigt hatte, Landvogt von Val Maggia 1716[7]
- Ambrosio Mattei (* um 1700 in Cevio; † ebenda ?), Maler, er schuf zwei Gemälde in der Kirche Santa Maria Assunta von Cevio[8]
- Michele Pedrazzini (* 3. Dezember 1819 in Ascona; † 13. September 1873 in Bellinzona), Anwalt und Notar in Cevio und in Bellinzona, Tessiner Grossrat, Nationalrat, Redaktor[9]
- Gioachimo Respini (1836–1899), ein Schweizer Lehrer, Rechtsanwalt, Politiker, Tessiner Grossrat, Staatsrat und Ständerat der Christlichdemokratischen Volkspartei (CVP)
- Teresa Bontempi (1883–1968), Lehrerin, Journalistin und Politikerin
- Gianfredo Camesi (1940), Fotograf, Kunstmaler, Bildhauer, schuf Installationen
- Fede Cavalli Melià (* 19. April 1936 in Cevio; † 19. April 2014 in Mailand), Kunstmalerin, Linoleumgrafin seit 1970 in Italien tätig[10]
- Enrico Filippini (1932–1988), Journalist und Schriftsteller